# Ravi Shankar

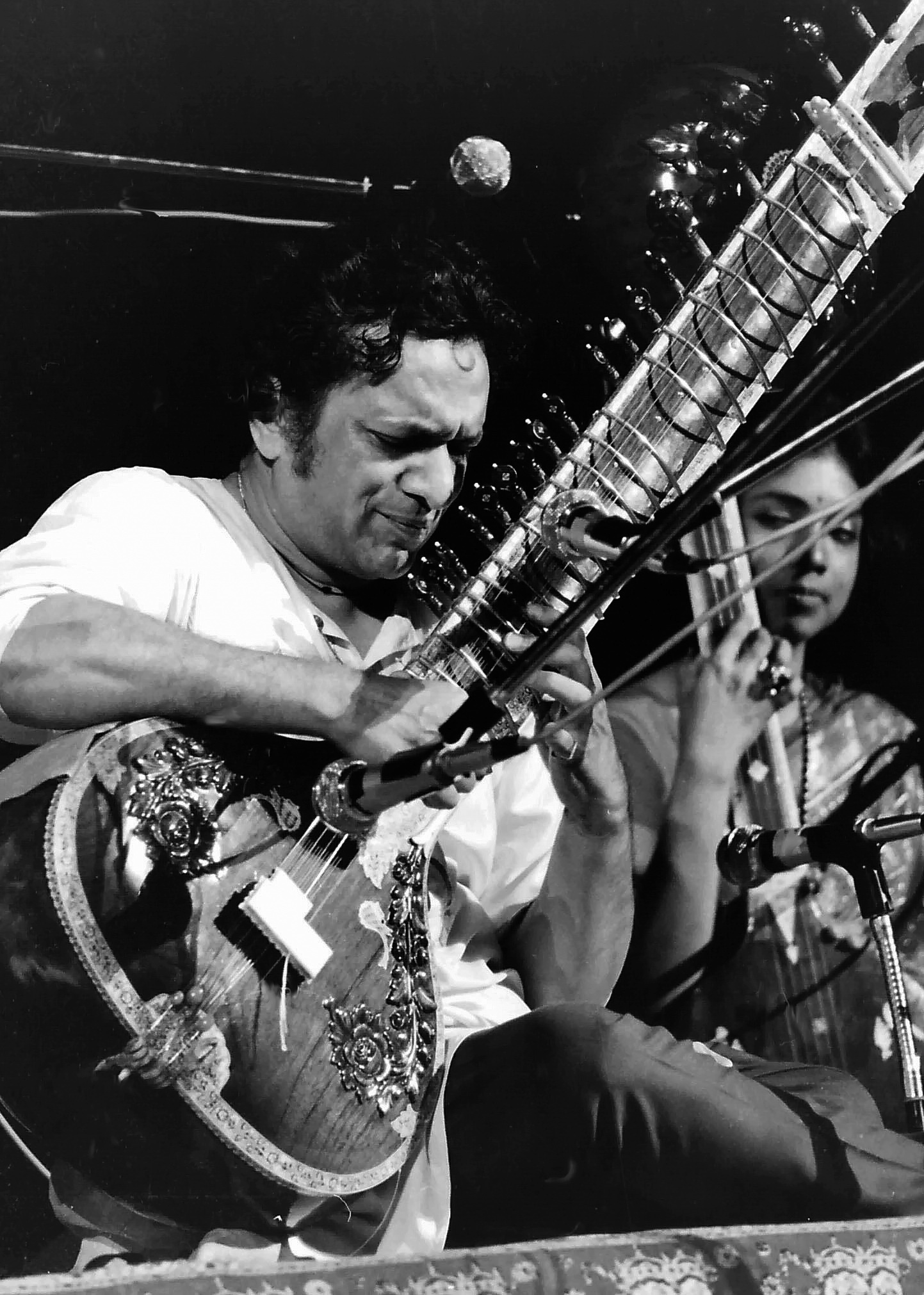
Ravi Shankar (1969)

Ravi Shankar (Hindi रवि शंकर, bengalisch রবি শংকর Rabi Śaṃkar; * 7. April 1920 in Varanasi; † 11. Dezember 2012 in San Diego; bürgerlicher Name Robindro Shaunkor Chowdhury) war ein indischer Musiker und Komponist, der die Langhalslaute Sitar spielte.
Shankar verbrachte seine Jugend damit, in der Tanzgruppe seines Bruders Uday Shankar Europa und Indien zu bereisen. 1938 gab er das Tanzen auf, um das Sitar-Spiel unter Hofmusiker Allauddin Khan zu erlernen. Nachdem er seine Lehre 1944 beendet hatte, arbeitete Shankar als Komponist, wobei er die Musik für die Apu-Trilogie von Satyajit Ray schrieb, und war von 1949 bis 1956 als Musikdirektor von All India Radio Neu-Delhi beschäftigt.
Im Jahr 1956 begann er Europa und Amerika auf Konzerttourneen zu bereisen und steigerte dort das Ansehen klassischer indischer Musik in den 1960er-Jahren durch Lehre, Auftritte und durch den Kontakt zum Violinisten Yehudi Menuhin und zu George Harrison von den Beatles. Shankar beschäftigte sich mit westlicher Musik, indem er Instrumentalkonzerte für Sitar und Orchester schrieb, und tourte weltweit in den 1970er- und 1980er-Jahren. Von 1986 bis 1992 war er ein ernanntes Mitglied der Rajya Sabha, des Oberhauses des indischen Parlaments. Shankar wurde 1999 mit Indiens höchstem zivilen Orden, dem Bharat Ratna, ausgezeichnet und war der Empfänger von vier Grammy Awards. Er trat bis kurz vor seinem Tod weiterhin weltweit auf, oft mit seiner Tochter Anoushka. Er galt als ein herausragender Vertreter der klassischen indischen Musik und außerhalb Indiens als bekanntester zeitgenössischer indischer Musiker.

## Jugend
Shankar wurde 1920 in Varanasi in eine wohlhabende und konservative Brahmanen-Familie von Bengalen als jüngster von sieben Brüdern geboren. Shankars bengalischer Geburtsname war Rabindra Shankar Chowdhury. Sein Vater, Shyam Shankar, war ein Administrator für den Maharadscha von Jhalawar und verwendete die Hindi-Schreibweise des Familiennamens, von dem er den letzten Teil entfernte. Shyam war mit Shankars Mutter Hemangini Devi verheiratet, war aber später als Rechtsanwalt in London tätig. Dort heiratete er ein zweites Mal, während Hemangini Rabindra in Varanasi erzog. Er traf seinen Sohn erst, als dieser acht Jahre alt war. Shankar verkürzte die Hindi-Version seines Vornamens, Ravindra, zu Ravi, für „Sonne“.
Nachdem er sein erstes Lebensjahrzehnt in Varanasi verbracht hatte, reiste Shankar mit der Tanzgruppe seines Bruders Uday Shankar nach Paris. Im Alter von 13 Jahren war er Mitglied der Gruppe, begleitete die anderen Mitglieder auf Tourneen und lernte zu tanzen und verschiedene indische Instrumente zu spielen. Udays Tanzgruppe unternahm in den 1930er-Jahren Tourneen durch Europa und Amerika. Dabei lernte Ravi Shankar Französisch, entdeckte westliche klassische Musik, Jazz sowie das Kino und wurde generell mit westlicher Kultur bekannt. Shankar hörte den leitenden Musiker des Hofes von Maihar, Allauddin Khan, im Dezember 1934 bei einer Musikkonferenz in Kalkutta spielen. Uday überzeugte den Maharadscha von Maihar im Jahr 1935, es Khan zu ermöglichen, als Solist seine Gruppe auf einer Tour durch Europa zu begleiten. Shankar wurde während der Tour sporadisch von Khan unterrichtet und Khan bot Shankar eine Ausbildung zum professionellen Musiker an, unter der Bedingung, dass er alle Tourneen aufgeben und nach Maihar kommen müsse.

## Karriere

### Ausbildung und Arbeit in Indien
Shankars Eltern waren bereits verstorben, als er von der Europa-Tour zurückkehrte. Tourneen in den Westen waren auf Grund der politischen Konflikte, die zum Zweiten Weltkrieg führen sollten, erschwert. Shankar gab seine Tanzkarriere im Jahr 1938 auf, um nach Maihar zu reisen und unter Allauddin Khan klassische indische Musik zu studieren und bei dessen Familie im traditionellen Gurukul-System zu leben. Khan war ein strenger Lehrer und Shankar übte auf Sitar und Surbahar, lernte Ragas und die musikalischen Stile Dhrupad, Dhamar und Khyal und wurde in den Techniken der Instrumente Rudra Vina, Rubab und Sursingar unterrichtet. Oft lernte er gemeinsam mit Khans Kindern Ali Akbar Khan und Annapurna Devi. Shankar begann mit der Sitar im Dezember 1939 öffentlich aufzutreten; sein erster Auftritt bestand aus einem Jugalbandi (Duett) mit Ali Akbar Khan, der das Saiteninstrument Sarod spielte.
Shankar schloss seine Ausbildung im Jahr 1944 ab. Anschließend zog er nach Mumbai und schloss sich der Theatergruppe Indian People’s Theatre Association an, für die er in den Jahren 1945 und 1946 Musik für Ballette komponierte. Shankar komponierte im Alter von 25 Jahren die Musik für das bekannte Lied „Sare Jahan Se Achcha“ neu. Er fing an, Musik für His Master’s Voice Indien aufzunehmen und arbeitete als musikalischer Leiter für All India Radio (AIR) Neu-Delhi von Februar 1949 bis Januar 1956. Shankar gründete das Indian National Orchestra bei AIR und komponierte für es; seine Kompositionen experimentierten mit einer Mischung aus westlichen Instrumenten und klassischer indischer Instrumentation. Ab Mitte der 1950er-Jahre komponierte er die Musik für die international anerkannte Apu-Trilogie von Satyajit Ray.

### Internationale Karriere 1956–1969

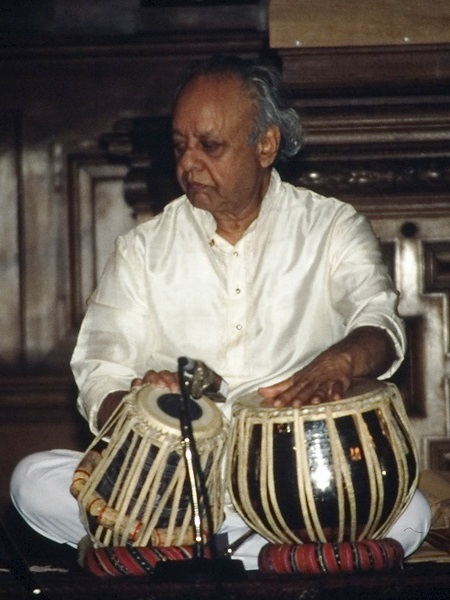
Tabla-Spieler Alla Rakha, ein häufiger musikalischer Begleiter Shankars, 1988

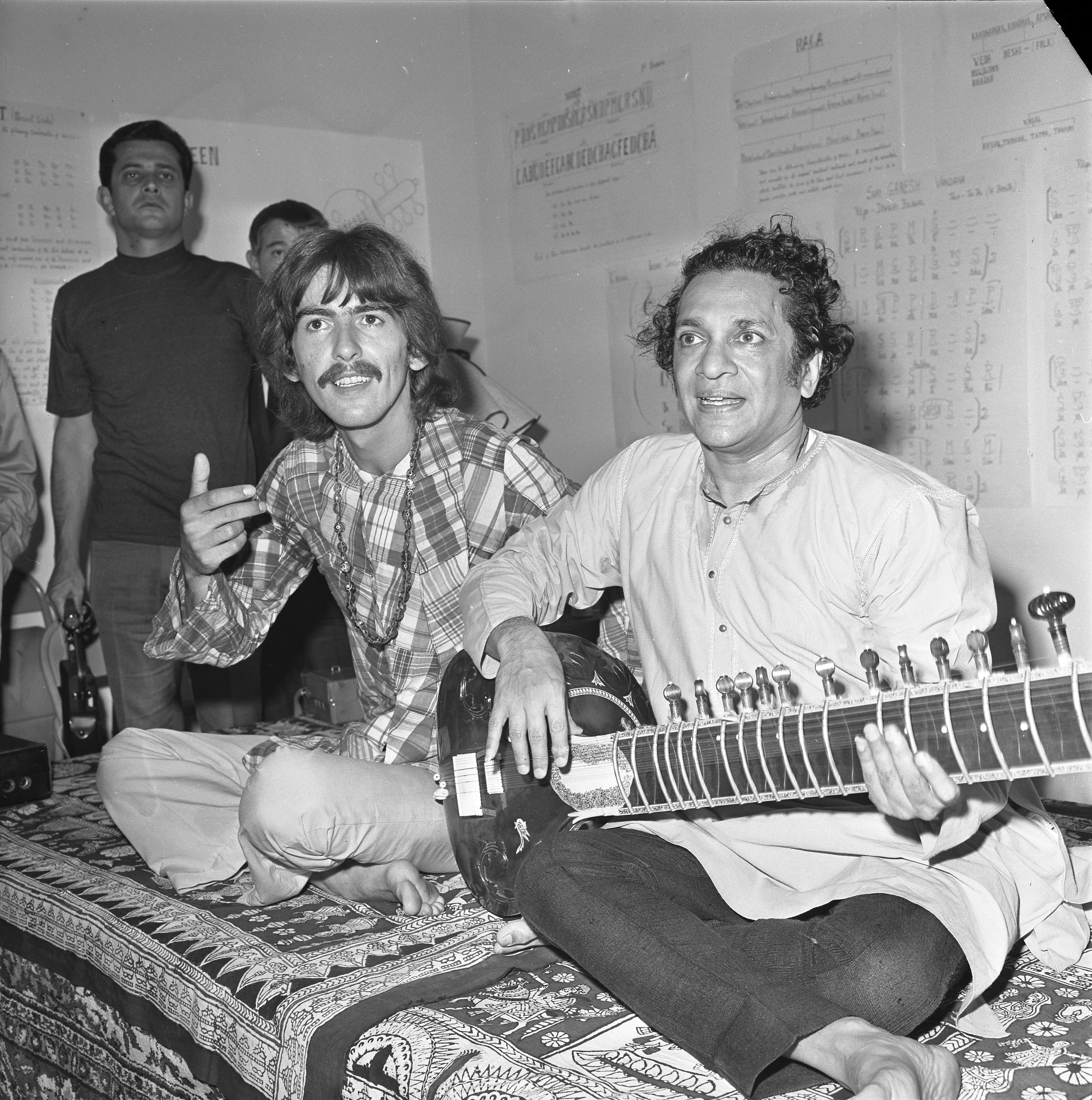
George Harrison (links) und Ravi Shankar, 1967

V. K. Narayana Menon, Direktor von AIR Delhi, stellte Shankar und den westlichen Geiger Yehudi Menuhin bei dessen ersten Besuch in Indien im Jahr 1952 vor. Shankar war im Jahr 1954 als Teil einer kulturellen Delegation in der Sowjetunion aufgetreten und Menuhin lud Shankar im Jahr 1955 ein, in New York City im Rahmen einer Demonstration indischer klassischer Musik aufzutreten, die von der Ford Foundation gesponsert wurde. Shankar sagte seine Teilnahme wegen Problemen in seiner Ehe ab, empfahl aber, Ali Akbar Khan an seiner statt spielen zu lassen. Khan stimmte widerwillig zu und trat mit Tabla-Spieler Chatur Lal im Museum of Modern Art auf; er wurde später der erste indische klassische Musiker, der im amerikanischen Fernsehen spielte und für Angel Records ein vollständiges Raga aufnahm.
Shankar kamen die positive Reaktionen auf Khans Spiel zu Ohren und er trat 1956 von seinem Posten bei AIR zurück, um im Vereinigten Königreich, Deutschland und den Vereinigten Staaten auf Tour zu gehen. Er spielte für kleineres Publikum, klärte über indische Musik auf, wobei er Ragas aus der südindischen karnatischen Musik einbezog, und nahm seine erste Schallplatte Three Ragas in London auf, die im Jahr 1956 veröffentlicht wurde. Im Jahr 1958 nahm Shankar an den Feierlichkeiten zum zehnten Jahrestag der Vereinten Nationen und dem UNESCO-Festival in Paris teil. Seit 1961 tourte er in Europa, den Vereinigten Staaten sowie Australien und wurde der erste Inder, der Musik für nicht-indische Filme komponierte. Chatur Lal begleitete Shankar auf den Tabla bis 1962, als Alla Rakha dessen Rolle einnahm. Shankar gründete die Kinnara School of Music in Mumbai im Jahr 1962.
Shankar freundete sich während seiner ersten Amerika-Tournee mit Richard Bock an, dem Gründer von World Pacific Records, und nahm die meisten seiner Alben in den 1950er- und 1960er-Jahren für Bocks Label auf. The Byrds machten im selben Studio Aufnahmen und hörten dort Shankars Musik, was sie dazu veranlasste, einige derer Elemente in ihre eigene Musik aufzunehmen, was ihren Freund George Harrison von den Beatles an das Genre heranführte. Harrison interessierte sich für klassische indische Musik, kaufte eine Sitar und benutzte sie zur Aufnahme des Liedes „Norwegian Wood (This Bird Has Flown)“. Dies führte dazu, dass indische Musik von anderen Musikern genutzt wurde und schuf die Raga-Rock-Strömung.
Harrison traf Shankar 1966 in London und besuchte Indien für sechs Wochen, um in Srinagar unter Shankar Sitar zu lernen. Während des Besuchs wurde von Howard Worth ein Dokumentarfilm über Shankar, genannt Raga, aufgenommen und im Jahr 1971 veröffentlicht. Shankars Verbindung zu Harrison trug zu einer beträchtlichen Erhöhung seiner Bekanntheit bei und Ken Hunt von Allmusic würde später erklären, dass Shankar im Jahr 1966 der „berühmteste indische Musiker auf dem Planeten“ geworden war. Im Jahr 1967 trat Shankar beim Monterey Pop Festival auf und gewann einen Grammy Award für die beste Kammermusik-Darbietung für West Meets East, ein Gemeinschaftswerk mit Yehudi Menuhin. Im selben Jahr gewannen die Beatles den Grammy Award für das Album des Jahres für Sgt. Pepper’s Lonely Hearts Club Band, das „Within You Without You“ von Harrison enthielt, ein Lied, das von klassischer indischer Musik beeinflusst war. Shankar eröffnete im Mai 1967 eine Niederlassung der Kinnara School of Music in Los Angeles (Kalifornien) und veröffentlichte im Jahr 1968 eine Autobiografie, My Music, My Life (dt. „Meine Musik, mein Leben“). Er trat beim Woodstock-Festival im August 1969 auf und befand, dass er die Veranstaltung nicht leiden könne. In den 1970er-Jahren distanzierte sich Shankar von der Hippie-Bewegung.

### Internationale Karriere 1970–2012

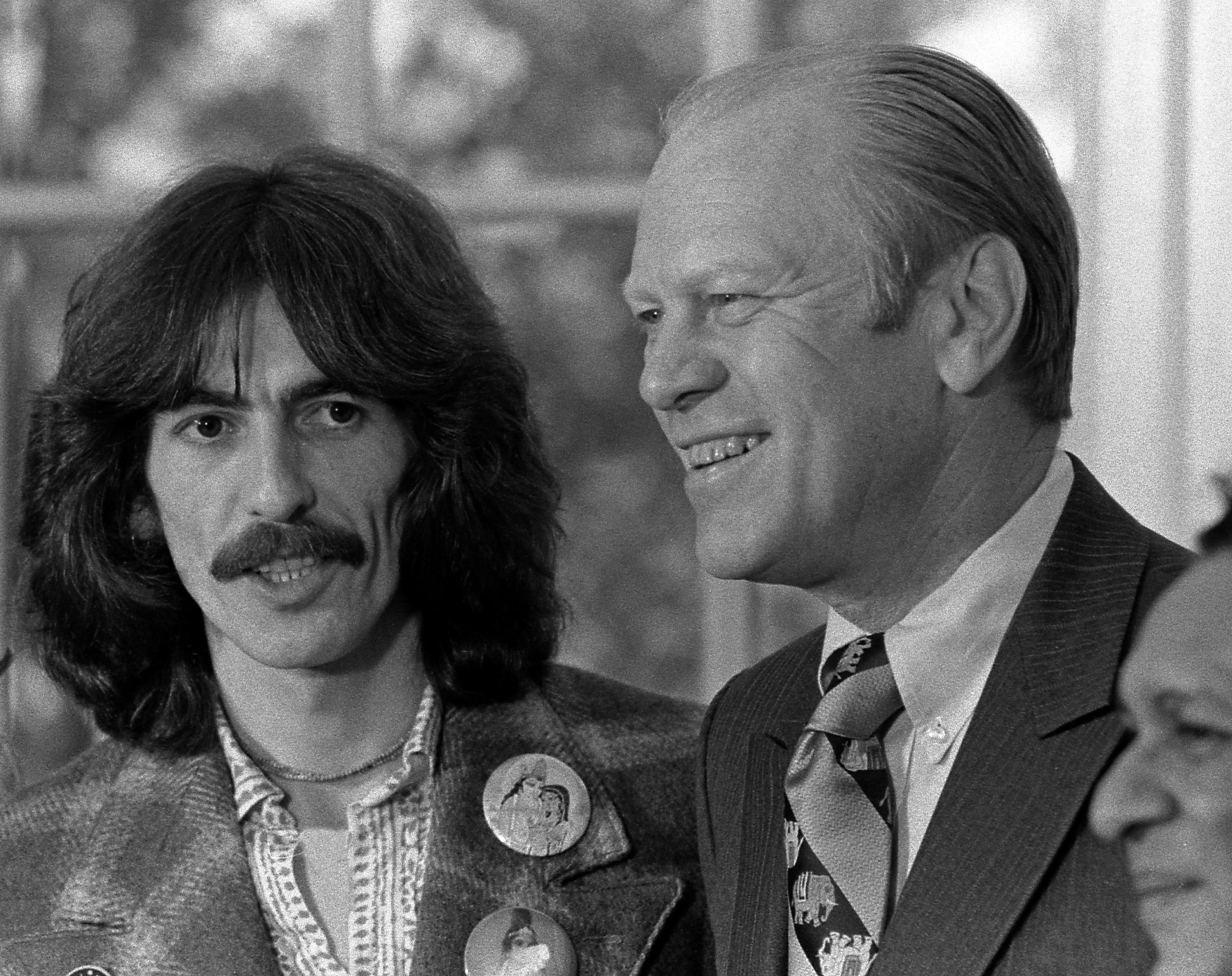
George Harrison, US-Präsident Gerald Ford und Ravi Shankar am 13. Dezember 1974 im Oval Office

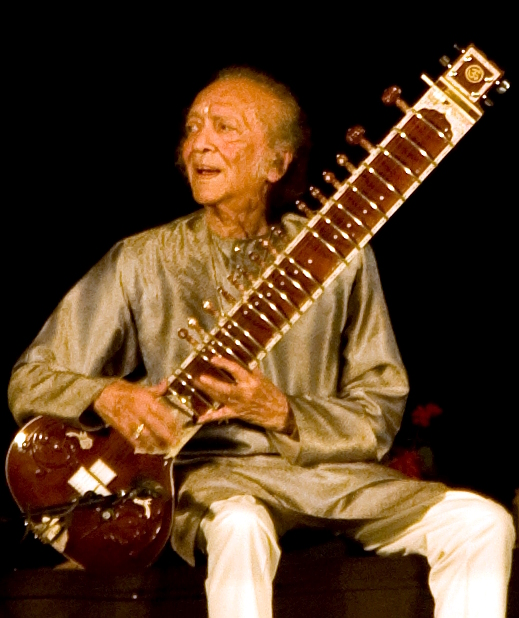
Shankar im März 2009 in Delhi

Im Oktober 1970 wurde Shankar Vorsitzender der Abteilung für indische Musik des California Institute of the Arts, nachdem er zuvor am City College of New York, der University of California, Los Angeles, und als Gastdozent an anderen Hochschulen und Universitäten einschließlich des Ali Akbar College of Music gelehrt hatte. Ende 1970 lud das London Symphony Orchestra Shankar ein, ein Instrumentalkonzert mit Sitar zu komponieren; Concerto for Sitar and Orchestra wurde mit André Previn als Dirigent und Shankar an der Sitar aufgeführt. Hans Neuhoff kritisierte in Die Musik in Geschichte und Gegenwart den Einsatz des Orchesters in diesem Konzert als „amateurhaft“. Gemeinsam mit George Harrison organisierte Shankar das am 1. August 1971 im New Yorker Madison Square Garden stattfindende Konzert für Bangladesch. Ende des Jahres kam ein aus drei LPs bestehender Mitschnitt heraus. The Concert for Bangladesh wurde zu einem der meistverkauften Musikalben, auf dem indische Musik vertreten ist, und bei der 15. Grammy-Awards-Verleihung als „Album des Jahres“ ausgezeichnet.
Während der 1970er-Jahre arbeiteten Shankar und Harrison wieder zusammen, nahmen 1974 Shankar Family and Friends auf und tourten zu gemischten Kritiken durch Nordamerika, nachdem Shankar vorher auf Konzertreise durch Europa gewesen war. Die anstrengende Tour durch Nordamerika schwächte Shankar und er erlitt im September 1974 in Chicago einen Herzanfall, der ihn zwang einen Teil der Tour abzusagen. In seiner Abwesenheit leitete Shankars Schwägerin, die Sängerin Lakshmi Shankar, das Tourneeorchester. Die Tourband besuchte das Weiße Haus auf Einladung von John Gardner Ford, Sohn von US-Präsident Gerald Ford. Shankar tourte und lehrte für den Rest der 1970er- und 1980er-Jahre und veröffentlichte 1981 sein zweites Instrumentalkonzert, Raga Mala, dirigiert von Zubin Mehta (Sanskrit ragamala, „Kette von Ragas“). Shankar wurde für einen Oscar für beste Filmmusik für seine Arbeit an Gandhi aus dem Jahr 1982 nominiert, unterlag aber John Williams’ E. T. Er war Mitglied der Rajya Sabha, dem Oberhaus des indischen Parlaments, vom 12. Mai 1986 bis zum 11. Mai 1992, nachdem er vom indischen Premierminister Rajiv Gandhi ernannt worden war. Shankar komponierte das Tanzdrama Ghanashyam im Jahr 1989. Seine liberalen Ansichten zu musikalischer Zusammenarbeit führten dazu, dass er 1990 gemeinsam mit dem zeitgenössischen Komponisten Philip Glass das Album Passages herausbrachte.
Shankar unterzog sich 1992 einer Angioplastie auf Grund von Herzproblemen, wonach sich George Harrison an mehreren von Shankars Projekten beteiligte. Wegen der positiven Resonanz, die Shankars Karrierenkompilation In Celebration im Jahr 1996 erhielt, schrieb Shankar eine zweite Autobiografie, Raga Mala, bei der Harrison als Lektor wirkte. Shankar spielte 25 bis 40 Konzerte pro Jahr in den späten 1990er-Jahren. Er lehrte seine Tochter Anoushka Shankar Sitar zu spielen und wurde 1997 ein Regent’s Lecturer an der University of California, San Diego. In den 2000er-Jahren gewann Shankar einen Grammy Award für das beste Weltmusikalbum für Full Circle: Carnegie Hall 2000 und tourte mit Anoushka, die im Jahr 2002 ein Buch über ihren Vater, Bapi: Love of My Life, veröffentlichte. Anoushka führte eine Komposition Shankars für das 2002 Harrison Gedenkkonzert Concert for George auf und Shankar selbst schrieb für Anoushka und das Orpheus Chamber Orchestra ein drittes Instrumentalkonzert für Sitar und Orchester. Shankar spielte noch bis kurz vor seinem Tod auf Konzerten weltweit, zuletzt in 2011 und 2012 in den USA und Europa.

## Stil und Beiträge
Shankar entwickelte einen Stil, der sich von dem seiner Zeitgenossen unterschied, und integrierte Einflüsse aus rhythmischen Praktiken der südindischen karnatischen Musik. Seine Aufführungen begannen mit einem Solo in Alap, Jor und Jhala (Einführung und Spiel mit Puls und schnellem Puls), beeinflusst vom langsamen und ernsten Dhrupad-Stil, gefolgt von einem Abschnitt mit Tabla-Begleitung, in dem Kompositionen aus dem vorherrschenden Khyal-Stil gespielt wurden. Shankar schloss seine Auftritte oft mit einem Stück ab, das vom leichten klassischen Thumri-Stil inspiriert war.
Shankar wird als einer der bedeutendsten Sitar-Spieler der zweiten Hälfte des 20. Jahrhunderts angesehen. Er popularisierte das Spiel auf der Bassoktave der Sitar für den Alap-Abschnitt und wurde für eine Spielweise mit kurzen schnellen Auslenkungen der Saiten in den mittleren und höheren Tonlagen und seine Klangerzeugung durch Anschläge auf und Abziehen der Hauptspielsaite bekannt. Narayana Menon vom New Grove Dictionary merkte Shankars Vorliebe für rhythmische Experimente an, darunter den Einsatz unkonventioneller rhythmischer Zyklen. Hans Neuhoff von Musik in Geschichte und Gegenwart argumentierte, dass Shankars Spielweise keine weite Verbreitung fand und dass er von anderen Sitar-Spielern beim Spiel melodischer Passagen übertroffen wurde. Shankars Zusammenspiel mit Alla Rakha vergrößerte die Wertschätzung für das Tabla-Spiel in nordindischer klassischer Musik. Shankar förderte die Jugalbandi-Konzertform und führte neue Ragas ein, darunter Tilak Shyam, Nat Bhairav und Bairagi.

### Anerkennung
Shankar gewann den Silbernen Bär Sonderpreis bei den Internationalen Filmfestspielen Berlin 1957 für die Komposition der Musik des Films Kabuliwala. Ihm wurde der Preis der Sangeet Natak Akademi für 1962 verliehen und er wurde zum Fellow der Akademie für 1975 erklärt. Shankar erhielt die drei höchsten zivilen nationalen Ehrungen Indiens: den Padma Bhushan im Jahr 1967, den Padma Vibhushan im Jahr 1981 und den Bharat Ratna im Jahr 1999. Er wurde mit dem Musikpreis des Internationalen Musikrats der UNESCO im Jahr 1975 ausgezeichnet und bekam vier Grammy Awards, wovon der Lifetime Achievement Award Shankar postum 2013 verliehen wurde. Außerdem wurde Ravi Shankar für einen Oscar nominiert. Shankar war Ehrendoktor an Universitäten in Indien und den Vereinigten Staaten. Er erhielt den Kalidas Samman der Regierung von Madhya Pradesh für 1987–88, den Fukuoka Asian Culture Prize 1991, den Ramon-Magsaysay-Preis 1992 und den Polar Music Prize 1998. Shankar war seit 1974 Ehrenmitglied der American Academy of Arts and Letters und erhielt 1997 das Praemium Imperiale für Musik von der Japan Art Association. Der amerikanische Jazz-Saxophonist John Coltrane benannte seinen Sohn Ravi Coltrane nach Shankar.

## Familie und Persönliches

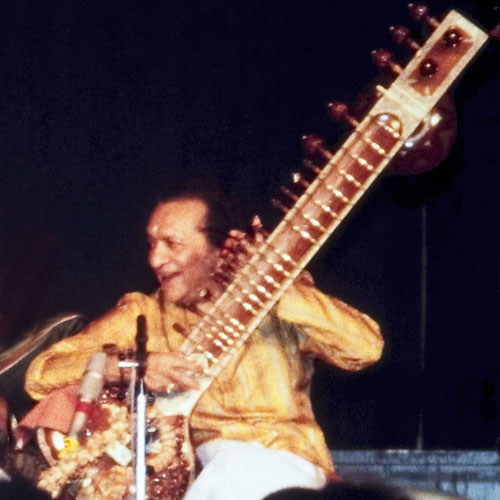
Shankar im Jahr 1988

Shankar heiratete 1941 Allauddin Khans Tochter Annapurna Devi. Ihr gemeinsamer Sohn Shubhendra Shankar wurde 1942 geboren. Nach der Trennung von Annapurna hatte Shankar ab den späten 1940er-Jahren eine Beziehung mit der Tänzerin Kamala Shastri. Eine Affäre mit Sue Jones, einer New Yorker Konzertproduzentin, führte zur Geburt von Norah Jones im Jahr 1979. Im Jahr 1981 wurde Anoushka Shankar als Tochter von Shankar und Sukanya Rajan geboren, die Shankar seit den 1970er-Jahren kannte. Nachdem er sich 1981 von Kamala Shastri trennte, lebte Shankar bis zum Jahr 1986 mit Sue Jones zusammen und heiratete 1989 Sukanya Rajan.
Shubhendra „Shubho“ Shankar begleitete seinen Vater oft auf Tourneen. Er konnte die Sitar und Surbahar spielen, zog es aber vor, keine Solokarriere anzustreben. Er starb im Jahr 1992. Norah Jones wurde in den 2000er-Jahren eine erfolgreiche Musikerin und gewann 2003 acht Grammy Awards. Anoushka Shankar war im selben Jahr für einen Grammy Award für Bestes Weltmusikalbum nominiert.
Shankar war Hindu und Vegetarier. Er lebte mit Sukanya in Südkalifornien. Ravi Shankar starb am 11. Dezember 2012 nach kurzer Krankheit im Scripps Memorial Hospital in San Diego.

## Diskografie
Ravi Shankar begann in den 1950er Jahren Musik aufzunehmen.
- Three Ragas (1956)
- Improvisations (Album) (1962)
- India’s Most Distinguished Musician (1962)
- India’s Master Musician (1963)
- Exciting Music of (1963)
- In London (1964)
- Ragas & Talas (1964)
- Portrait of Genius (1964)
- Sound of the Sitar (1965)
- Live at Monterey (1967)
- In San Francisco (1967)
- West Meets East (1967)
- At the Monterey Pop Festival (1967)
- The Exotic Sitar and Sarod (1967)
- A Morning Raga / An Evening Raga(1968)
- The Sounds of India (1968)
- In New York (1968)
- Woodstock Festival (1969)
- The Concert for Bangladesh (1971)
- Transmigration Macabre (Soundtrack)(1973)
- Homage to Mahatma Gandhi (1981)
- Raga-Mala (Sitar Concerto No. 2) (1982)
- Pandit Ravi Shankar (1986)
- Tana Mana (1987)
- Inside The Kremlin (1988)
- Passages mit Philip Glass (1990)
- Concert for Peace: Royal Albert Hall (1995)
- Chants of India (1997)
- Concerto for Sitar & Orchestra mit André Previn (1999)
- Full Circle: Carnegie Hall 2000 (2001)
- Between Two Worlds (2001)
- Flowers of India (2007)
- The Living Room Sessions Part 1 (2012)
- In Hollywood 1971 (2016)

## Bibliografie
- Ravi Shankar: My Music, My Life. Hrsg.: Simon & Schuster. 1968, ISBN 0-671-20113-1.
- Ravi Shankar: Learning Indian Music: A Systematic Approach. Hrsg.: Onomatopoeia. 1979, OCLC 21376688.
- Ravi Shankar: Raga Mala: The Autobiography of Ravi Shankar. Hrsg.: Genesis Publications. 1997, ISBN 0-904351-46-7.